# Spoorlijn Unna - Kamen
De spoorlijn Unna - Kamen is een Duitse spoorlijn en is als spoorlijn 2933 onder beheer van DB Netze.

## Geschiedenis
Het traject tussen Unna en Königsborn werd door de Preußische Staatseisenbahnen geopend op 1 april 1900, het gedeelte van Königsborn tot Kamen volgde op 1 november 1900. Reeds in 1919 is het reizigersvervoer op de lijn opgeheven. In 1955 werd het gedeelte tussen Königsborn en Kamen ook gesloten voor goederenvervoer. In 1963 werd het traject tussen Unna en Königsborn heropend voor personenvervoer. Sindsdien maakt lijn 4 van de S-Bahn Rhein-Ruhr gebruik van deze lijn.

## Treindiensten
Op het traject rijdt de S-Bahn Rhein-Ruhr de volgende routes:
| Serie | Treinsoort            | Route | Bijzonderheden |
| ----- | --------------------- | --- | -------------- |
| S 4   | S-Bahn (DB Regio NRW) | Dortmund-Lütgendortmund – Dortmund-Dorstfeld – Dortmund Stadthaus – Dortmund-Brackel – Dortmund-Wickede – Massen – Unna |                |

## Aansluitingen
In de volgende plaatsen is of was er een aansluiting op de volgende spoorlijnen:
Unna
DB 2103, spoorlijn tussen Dortmund en Soest
DB 2852, spoorlijn tussen Fröndenberg en Unna
DB 2932, spoorlijn tussen Unna en Kamen
Unna-Königsborn
DB 2112, spoorlijn tussen Welver en Dormund Süd
Heeren
DB 9207, spoorlijn tussen Bönen en Bockum-Hövel
Kamen
DB 2650, spoorlijn tussen Keulen en Hamm

## Elektrificatie
Het traject werd in 1984 geëlektrificeerd met een wisselspanning van 15.000 volt 16⅔ Hz.